# Горган, Игорь Александрович
Игорь Александрович Горган (рум. Igor Gorgan, род. 2 августа 1969) — молдавский военный деятель, бригадный генерал (до 2024) Вооружённых сил Молдавии, начальник Генерального штаба Вооружённых сил Молдавии в 2013—2016 и 2019—2021 годах.

## Биография
Родился 2 августа 1969 года в городе Дубоссары. В 1987—1991 годах — курсант Новосибирского высшего военно-политического общевойскового училища. Проходил воинскую службу в 98-й гвардейской воздушно-десантной дивизии в Болграде на должности заместителя командира роты. В 1992—1995 годах — командир гвардейской роты 2-й мотопехотной бригады «Штефан чел Маре» Вооружённых сил Республики Молдова.
В 1995—2000 годах — студент Международного независимого университета, факультета международного права. В 1998—1999 годах — главный специалист департамента при управлении по вопросам мобилизации Генерального штаба Вооружённых сил Молдавии. В 1999 году — командир 3-го мотопехотного батальона 2-й мотопехотной бригады «Штефан чел Маре», в 1999—2001 годах — начальник штаба (заместитель командира) 22-го миротворческого батальона. В 2001—2002 годах — курсант Командно-штабного колледжа армии США.
В 2003 году — участник миссии НАТО в Боснии и Герцеговине (SFOR, Тузла). В 2004—2005 годах нёс службу в составе миротворческой миссии ОБСЕ по мониторингу ситуации на границе между Чеченской Республикой  (Россия) и Грузией. В 2005—2006 годах — заместитель командира 1-й мотопехотной бригады «Молдова». В 2006 году — старший офицер связи Многонационального контингента в Ираке в национальном оперативном центре (Багдад). По словам министра обороны Молдавии в 2015—2016 годах Анатолия Шалару, командировки Горгана были непродолжительными и сопровождались скандалами.
В 2006—2007 годах — заместитель начальника учебного управления (J7) Генерального штаба (начальник управления планирования, обучения и обеспечения). В 2007—2009 годах — начальник управления. В 2010—2013 годах — эксперт Фонда в поддержку реформ в системах правосудия, безопасности и обороны (PRISA). В 2013 году возглавлял Союз офицеров запаса «Stejarul» и входил в Национально-политический совет находившейся у власти Либерально-демократической партии Молдовы. В 2012—2014 годах — студент магистратуры Международного независимого университета, магистр международного права. В 2013 году был назначен президентом Николае Тимофти на должность начальника Генерального штаба Вооружённых сил Республики Молдова и произведён в звание генерала. Параллельно с 2013 по 2017 годы — сотрудник Института юридических и политических исследований Академии наук Молдавии.
В 2016 году оставил пост из-за неприязненных отношений с министром обороны Анатолием Шалару: тот обвинял Горгана в антинатовских настроениях и добился увольнения Горгана в запас, что привело к крупномасштабному скандалу и серии судебных разбирательств. Приказ об отправке Горгана в отставку был отменён в 2017 году судом. С 2016 по 2018 годы находился в распоряжении Министра обороны. В 2018—2019 годах — начальник управления стратегических исследований и центра безопасности Военной академии «Александру чел Бун».
1 июля 2019 года, спустя две недели после разрешения политического кризиса в стране, назначен президентом Молдавии Игорем Додоном на должность начальника Генерального штаба, сменив на этом посту Игоря Кутие. Кандидатуру Горгана предложил министр обороны Павел Войку. 8 июля 2019 года Додон представил Горгана в качестве начальника Генерального штаба командующему Сухопутными войсками Молдавии.
В конце 2021 года был отправлен в отставку следующим президентом Майей Санду. После отставки работал начальником службы безопасности в Агентстве ООН по делам беженцев (UNHCR Moldova).

## Личная жизнь
Отец — Александр Горган, заместитель министра обороны Молдавии, секретарь Высшего совета безопасности в 1995—1997 годах, генеральный секретарь Национал-либеральной партии кавалер ордена Стефана Великого. Во время войны в Приднестровье служил в молдавской армии, в то время как Игорь оставался в составе Болградской дивизии ВДВ. Женат, есть двое детей. Владеет румынским, русским, английским, французским и грузинским языками.
Согласно декларации об имуществе за 2021 год, его чистая годовая зарплата составляла более 300 тысяч леев, зарплата жены-сотрудницы Миссии ОБСЕ на Украине — 30 тысяч евро за 2021 год, общая пенсия за год — 80 тысяч леев, пособие после ухода с поста начальника Генштаба — более 50 тысяч леев. На тот же год семья владела двумя земельными участками (один в пределах населенного пункта, другой за пределами населенного пункта), квартирой площадью 163 м² и гаражом. Горган владел автомобилем Mazda 323 (куплен в 1998 году за 32 тысячи леев), также его семье принадлежал Mitsubishi Outlander (куплен в 2021 году за 300 тысяч леев).

## Обвинения в шпионаже
По словам Jurnal.md, Служба информации и безопасности была осведомлена о том, что Горган достаточно долго сотрудничал с российской военной разведкой, однако рассмотрению этого дела якобы препятствовало руководство страны. В частности, министр обороны Молдавии в 2009—2014 годах Виталий Маринуца докладывал руководству о своих подозрениях, но они оставались без ответа. Анатолий Шалару, отправивший Горгана в отставку в 2016 году, пытался возбудить против того дело, однако этому воспрепятствовали и отец генерала Александр Горган, и тогдашний секретарь Высшего совета безопасности Алексей Барбэнягрэ. В феврале 2020 года издание LiberTV сообщило, что Горган участвовал в мероприятиях в честь Дня защитника Отечества в посольстве Российской Федерации при участии нескольких высокопоставленных чиновников (в том числе министра обороны Виктора Гайчука).
В июне 2024 года в адрес Горгана прозвучали обвинения в шпионаже в пользу России, а именно в связях с сотрудниками ГРУ. В Интернете были опубликованы ряд фотографий и аудиозаписей, свидетельствовавших о сотрудничестве Горгана с российской разведкой. Утверждалось, что Игорь Горган передавал ГРУ информацию об образцах оружия ВС Молдавии и внутриполитической ситуации в стране, а также сообщил российской стороне информацию о визитах в Молдавию представителей Министерства обороны Украины, которые пытались закупать вооружение (в том числе истребители МиГ-29).
Александр Горган отверг обвинения в адрес своего сына, заявив, что подлинность представленных Службой информации и безопасности доказательств не была подтверждена судом, и заявил о прямой заинтересованности Анатолия Шалару в предании Игоря Горгана суду. В частности, он обвинил Шалару в том, что лишил молдавскую армию зенитно-ракетных комплексов, а Игорь пытался этому воспрепятствовать, за что и был снят с поста начальника Генштаба в 2016 году. Алексей Барбэнягрэ также назвал ложью заявления Службы безопасности и информации, а Павел Войку заявил, что обвинения в адрес Горгана выдвинули, только чтобы отвлечь внимание от ареста главы молдавского офиса Интерпола. Премьер-министр Молдавии в 2009—2013 годах Владимир Филат также усомнился в обвинениях, поскольку кандидатуру Горгана на пост главы Генштаба утвердили именно при Филате, и ни молдавские спецслужбы, ни госдепартамент США не выдвигали каких-либо возражений.
Распоряжением Президента Республики Молдова Игорь Горган был лишён воинского звания и государственных наград. UNHCR Moldova отстранило его от должности до завершения внутреннего расследования. В отношении Горгана было заведено уголовное дело, но сам Горган черед суд решил обжаловать постановление о лишении государственных наград. 19 сентября 2024 года ему официально были предъявлены обвинения в государственной измене.

## Награды
Был отмечен девятью медалями, лишён всех молдавских наград в 2024 году. Среди его наград — Благодарственная грамота НАТО «за вклад в развитие и продвижение евроатлантических ценностей в Республике Молдова» (2012 год).